# Unidos do Coophasa
Unidos do Coophasa é uma escola de samba da cidade de Manaus, no estado brasileiro do Amazonas.

## História
Em seu primeiro desfile, ainda na Avenida Eduardo Ribeiro, em 1977, desfilou como bloco de enredo, categoria em que permaneceu até 1996, quando transformou-se em escola de samba.
Em 1999, sem recursos para desfilar, assim como todos os grêmios carnavalescos do Acesso e Blocos de Manaus, voltou a ser bloco de enredo. Em 2003 novamente transforma-se em escola de samba.
A agremiação possui dois títulos, tendo sido campeã do Grupo A em 2010, com um enredo sobre a cidade de Codajás, e campeã em 2012 no Grupo de Acesso B, ao contar a história da cerveja.

## Segmentos

### Presidentes
| Nome | Mandato | Ref. | De 1978 a 2016 | Ronaldo Damasceno | De 2017 a 2020 | Jander Thomaz | ? - ? | [ 3 ] |

## Carnavais
| Ano  | Colocação    | Grupo      | Enredo                                                      | Carnavalesco | Intérprete | Ref         |
| ---- | ------------ | ---------- | ----------------------------------------------------------- | ------------ | ---------- | ----------- |
| 2008 | 4º lugar     | 2          | Omi, o Berço da Civilização Yorubá                          |              |            |             |
| 2009 | Vice-Campeã  | Acesso     | Medicina, A Nobre Arte de Curar                             |              |            |             |
| 2010 | Campeã       | A (LESBCM) | Codajas do Açaí - Terra de Bravos Guerreiros                |              |            |             |
| 2011 | 6º lugar     | Acesso     | No Reino da Alegria brilham as Cores da Folia               |              |            |             |
| 2012 | Campeã       | Acesso B   | Abençoada Pelos Deuses - O Pão Liquido é Cerveja            |              |            | [ 3 ] [ 2 ] |
| 2013 | 6º lugar     | Acesso A   | Terror                                                      |              |            |             |
| 2014 | 4º lugar     | Acesso A   | Sou Negra, Sou Raça, Sou Vida. África - Berço da Humanidade |              |            |             |
| 2015 | 6º lugar     | Acesso A   | Vai dar pizza!!!                                            |              |            |             |
| 2016 | 3º lugar     | Acesso B   | A Sorte está Lançada!!! Vamos Jogar?                        |              |            |             |
| 2017 | 3º lugar     | Acesso B   | No Relógio da Vida a Coophasa marca a hora na avenida       |              |            |             |
| 2018 | Não desfilou | Acesso B   | Guerreira Joana D'Arc                                       |              |            |             |
| 2019 | 4° lugar     | Acesso B   | Uma flha, uma ancestral, salúba mãe Ray de Nanã             |              |            |             |